# Filly Fantázia
A Filly Fantázia (eredeti cím: Filly Funtasia) 2019-ben bemutatott hongkongi-kínai-spanyol 3D-es animációs sorozat, amelyet 2019-ben mutattak be. A sorozat a Filly játék-franchise-en alapszik, Rose-ról és barátairól, akik varázslatos akadémián járnak. A sorozatot a Dracco Brands gyártja. A BRB Internacional, a Screen 21 és a Black Dragon Entertainment 2016-ig segített a show animációjában. 2018-ban a B-Water Animation Studios és a Guangzhou Huamai Animation Studios váltotta fel a három társaságot.
Számos produkciós kérdés miatt a bemutató 2014-től elhalasztott, és végül 2019. március 11-én bemutatója volt az olaszországi Frisbee-ben. Magyarországon a Minimax-on, 2020. szeptember 5-én mutatták be.

## Történet
A Filly Fantázia Rose, az egyszarvú filly kalandjairól szól, aki részt vesz a Fantázia királyságban a Royal Magic Academy-ben. Legjobb barátai – Bella, egy elf filly, Lynn, egy boszorkány filly, Will, egy tündér filly és Cedric, egy royale filly, kísérik vele, amikor a rendkívüli iskolába járnak, hogy javítsák mágikus képességeiket, akár váratlan italokat kevernek, akár varázslatok öntése. Rosenak a mindennapi tizenéves iskolai élettel is foglalkoznia kell, miközben megismeri a körülvevő varázslatos világot.
Az akadémia alagsorában Wranglum él, egy gonosz fához hasonló varázsló lény, aki be van csapdálva egy "sötét tükörbe" vagy egy kristály börtönbe. Battiwigs, egy denevér, aki Will és Cedric kollégiumi háziállata, titokban Wranglumnak dolgozik, mint bombázó minion, és mesterét viszi körül. Wranglum és Battiwigs különféle sémákat ábrázol, hogy megpróbálja ellopni az esetleges kristályokat az akadémiából, hogy mágiaikat felhasználhassák Fantázia felett.

## Szereplők

### Főszereplők
| Szereplő | Eredeti hang | Magyar hang     |
| -------- | ------------ | --------------- |
| Rose     | TBA          | Mezei Kitty     |
| Bella    | TBA          | Csifó Dorina    |
| Lynn     | TBA          | Gyöngy Zsuzsa   |
| Will     | TBA          | Czető Roland    |
| Cedric   | TBA          | Markovics Tamás |

### Mellékszereplők
| Szereplő     | Eredeti hang | Magyar hang         |
| ------------ | ------------ | ------------------- |
| Wranglum     | TBA          | Fesztbaum Béla      |
| Battiwigs    | TBA          | Pálmai Szabolcs     |
| Miss Sparkle | TBA          | Solecki Janka       |
| Twilight     | TBA          | Bérces Gabriella    |
| Zack         | TBA          | Fehér Tibor         |
| Fabian       | TBA          | Baráth István       |
| Zam          | TBA          | Mesterházy Gyula    |
| Zamie        | TBA          | Pap Katalin         |
| Florian      | TBA          | Bor László          |
| Ashia        | TBA          | Kiss Virág Magdolna |
| Melody       | TBA          | Laudon Andrea       |

### Magyar változat[4]
A szinkront a Minimax megbízásából a Direct Dub Studios készítette.
- Magyar szöveg: Dömötör Éva (1x01-03, 07-09; 2x05-07, 11-13), Ványai István (1x04-06, 10-13; 2x01-04, 08-10)
- Dalszöveg: Nádasi Veronika
- Hangmérnök és vágó: Nagy Márk (1. évad), Szabó Miklós (2. évad)
- Gyártásvezető: Farkas Márta
- Szinkronrendező és zenei rendező: Nikodém Gerda
- Produkciós vezető: Bor Gyöngyi (1. évad), Witzenleiter Kitti (2. évad)

## Epizódok
| Évad | Évad | Epizódok | Eredeti sugárzás   | Eredeti sugárzás   | Magyar sugárzás     | Magyar sugárzás   |
| Évad | Évad | Epizódok | Évadpremier        | Évadfinálé         | Évadpremier         | Évadfinálé        |
| ---- | ---- | -------- | ------------------ | ------------------ | ------------------- | ----------------- |
|      | 1    | 13       | 2019. március 11.  | 2019. március 27.  | 2020. szeptember 5. | 2020. október 17. |
|      | 2    | 13       | 2020. december 25. | 2020. december 25. | 2021. február 6.    | 2021. március 20. |